# Svahilská Wikipedie
Svahilská Wikipedie (svahilsky Wikipedia ya Kiswahili) je jazyková verze Wikipedie v svahilštině. V lednu 2022 obsahovala přes 68 000 článků a pracovalo pro ni 14 správců. Registrováno bylo přes 50 000 uživatelů, z nichž bylo asi 130 aktivních. V počtu článků byla 84. největší Wikipedie.